# 穆瓦讷岛
穆瓦讷岛（法語：Île aux Moines，法語發音：[il o mwan]）是法国莫尔比昂省的一座岛屿，也是莫尔比昂湾最大岛屿及同名市镇的主要组成部分。该岛长7千米，宽3.2千米，面积3.2平方千米，形状呈十字形。